# Ataque ao Parlamento do Quênia em 2024
O ataque ao Parlamento do Quênia em 2024 ocorreu em 25 de junho de 2024 quando milhares de manifestantes invadiram o edifício do Parlamento Queniano em Nairóbi em resposta à aprovação da Lei Financeira de 2024, como parte dos protestos mais amplos. A situação intensificou-se quando alguns dos manifestantes incendiaram parte do edifício. Dezenove pessoas morreram em Nairobi durante as manifestações, enquanto a polícia respondia disparando contra os manifestantes. O presidente William Ruto preferiu não assinar o projeto de lei no dia seguinte.

## Antecedentes
A invasão foi desencadeada pela aprovação de um novo projeto de lei financeiro em 25 de junho de 2024, que foi recebido com desaprovação pública generalizada devido à proposta de aumento de impostos e resultou em protestos desde que foi apresentado em 18 de junho. O projeto impôs uma tributação de 16% sobre bens e serviços para construção e equipamento de hospitais especializados e aumentou os impostos de importação de 2,5% para 3%. Certas propostas iniciais, incluindo um imposto sobre vendas de 16% sobre o pão e um imposto de 25% sobre o óleo de cozinha, foram abandonadas antecipadamente devido à oposição pública. A aprovação do projeto de lei foi boicotada pelos deputados da oposição, que abandonaram a Câmara durante a sessão parlamentar.

## Invasão
Os manifestantes, muitos dos quais eram jovens, subjugaram a polícia e entraram no edifício do parlamento pouco depois da aprovação da lei financeira. Milhares romperam as barreiras policiais e invadiram o complexo. Parte do edifício também foi incendiada, enquanto vários  aposentos foram saqueados e carros estacionados no exterior foram vandalizados. A maça cerimonial usada nos processos legislativos foi roubada. Os parlamentares que estavam dentro do prédio fugiram do local por túneis. A polícia também abriu fogo contra os manifestantes. Uma grande interrupção na Internet foi registada pela NetBlocks no Quênia "no meio de uma repressão mortal por parte da polícia".

### Outros incidentes
O gabinete próximo do governador do Condado de Nairobi também foi incendiado. Os manifestantes tentaram invadir a State House em Nakuru. Protestos também ocorreram em Mombaça, Eldoret, Kisumu e Nyeri. Em Embu, os escritórios da governante Aliança Democrática Unida foram incendiados. Foram relatados saques em Nairobi, enquanto vários edifícios em Eldoret também foram incendiados.

## Vítimas
De acordo com a Comissão Nacional do Quênia para os Direitos Humanos, 19 pessoas morreram durante as manifestações em Nairobi, com mais de 160 pessoas a receber tratamento dos ferimentos.  A Amnistia Internacional informou que mais de 200 pessoas ficaram feridas. A ativista Auma Obama foi ferida por gás lacrimogêneo enquanto protestava no Edifício do Parlamento.

## Consequências
O assalto ao edifício foi o ataque mais direto ao governo queniano em décadas. Num discurso à nação após o ataque, o Presidente William Ruto descreveu o incidente como "traiçoeiro" e disse que as manifestações foram "sequestradas por pessoas perigosas". Também prometeu uma resposta forte contra a “violência e a anarquia”. As Forças de Defesa do Quênia foram posteriormente destacadas para ajudar a restaurar a ordem. Os soldados teriam ferido "centenas" de pessoas com gás lacrimogêneo e balas de borracha quando esvaziaram um acampamento médico que havia sido montado para manifestantes feridos.  No subúrbio de Githurai, em Nairobi, a polícia disse ter utilizado mais de 700 cartuchos de festim numa operação noturna para dispersar os manifestantes.
Em 26 de Junho, ativistas convocaram protestos pacíficos em 27 de Junho para se oporem à lei financeira e para homenagearem os mortos na violência. Nesse mesmo dia, Ruto anunciou que estava rejeitando e retirando o projeto de lei financeira.